# Welcome Home (Sanitarium)
Welcome Home (Sanitarium) är en balladlåt som var andra singeln från Metallicas album Master of Puppets 1986. Låten inleds med ett lugnt gitarriff, som senare ökar i styrka. I mitten av låten ändras tempot totalt. Den spelas i ett betydligt högre tempo fram till slutet.

## Coverversioner
- Anthrax
- Apocalyptica (från Plays Metallica by Four Cellos)
- Corey Taylor (Slipknot/Stone Sour) livecover
- John Marshall, Mikkey Dee, Tony Levin, och Whitfield Crane för Metallica Assault: A Tribute to Metallica.
- Limp Bizkit (för Metallica-tributkonsert och MTV Metallica Icon 2003 och Summer Sanitarium Tour 2003)
- Dream Theater (från bootleg: Master of Puppets, där alla spår från albumet Master of Puppets framförs live)
- Bullet for My Valentine (från Kerrang!'s Master of Puppets: Remastered.)
- Razed in Black
- Thunderstone (från coveralbumet A Tribute to the Four Horsemen.)
- Machine Head
- Primus
- Trivium Master of Puppets remastered

Power metal-bandet Blind Guardian använde refrängen "Welcome to where time stands still / No one leaves and no one (ever) will" i låten "Blood Tears" från albumet Nightfall in Middle-Earth.